# Altar de Zeus Agoraios
El Altar de Zeus Agoraios  (en griego: Βωμός Διός Αγοραίου) (Zeus del Ágora) es un altar situado en el lado oeste del Ágora de Atenas, cerca del Monumento de los héroes epónimos. Fue construido en el siglo IV a. C. con mármol blanco, de 9 m de profundidad y 5,5 m de anchura.

Fue uno de los primeros descubrimientos del Ágora durante las excavaciones de 1931. Hay evidencia de marcas de albañiles del periodo de Augusto que muestran que fue movido de su emplazamiento inicial, identificado en la colina de la Pnyx, fuera del Ágora.
Un antiguo erudito dijo:

No puede ser coincidencia que Zeus, cuya tarea especial era dirigir las asambleas políticas de los atenienses, saliera de la Pnyx justo en la época de Augusto, quien restringió bruscamente los poderes de dichas asambleas.

## Características

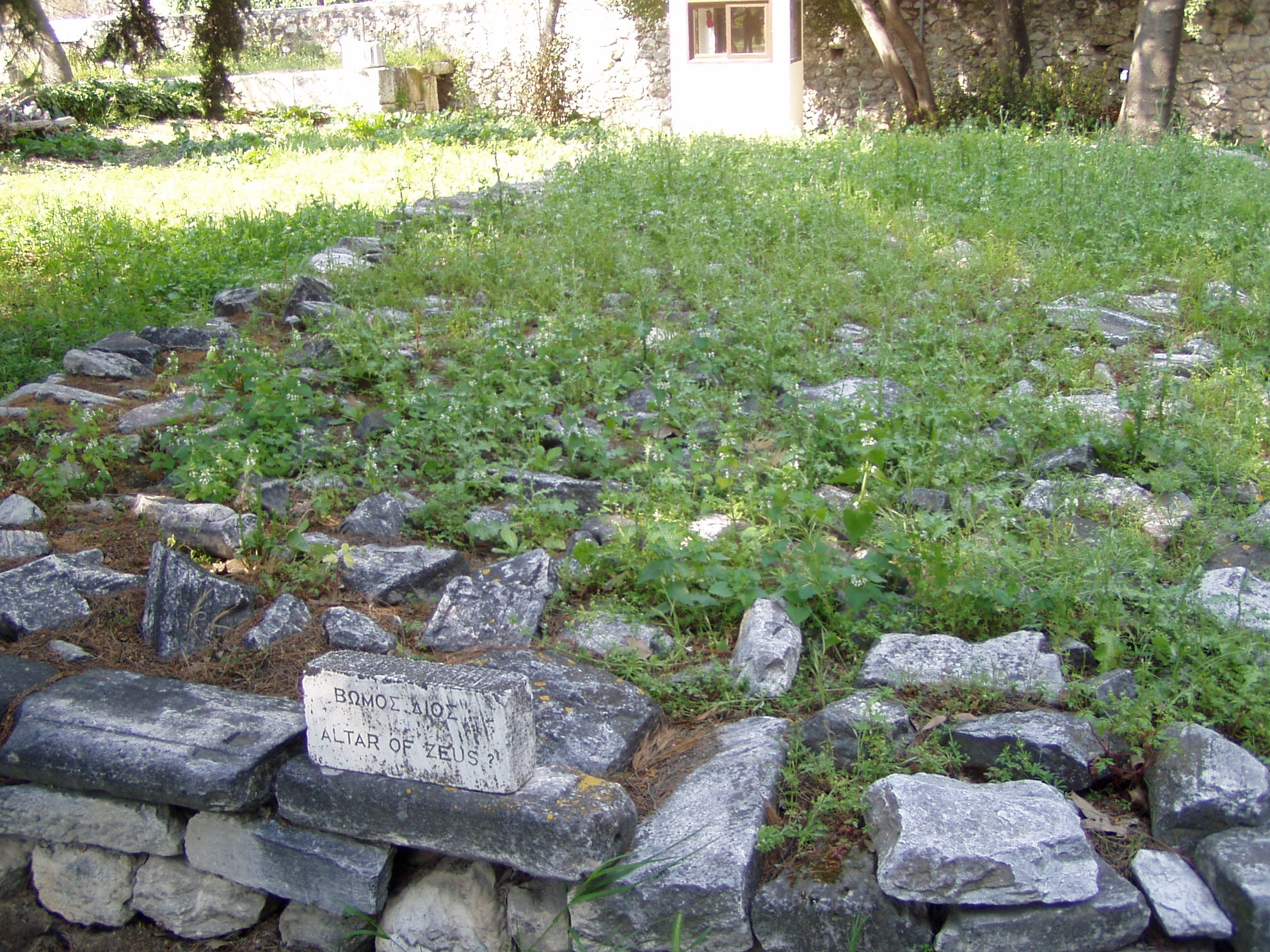
Altar de Zeus Agoraios en el Ágora de Atenas.

Los cimientos del altar estaban construidos con adoquines macizos. El material de las estructuras externas del altar era de poros de El Pireo, mientras que los cuatro niveles de la base del altar eran de mármol pentélico. Aún quedan partes del mismo que se conservan. Su material de construcción era bastante pesado, lo que impidió que muchos visitantes pudieran saquearlo. Al este del área de los cimientos del altar, se encontró un montante. En un extremo se forma un ángulo, mientras que en el otro se rompe. La altura del montante que se conserva es de 2,90 m. Su decoración escultórica era elaborada, ya que tenía en su base una carroza, una ola lésbica y un tobillo. Se encontraron fragmentos de un montante correspondiente en un pozo en el lugar donde se encontraba el propileos del Metroón.